# アンゲリカ (小惑星)
アンゲリカ (965 Angelica) は小惑星帯に位置する小惑星である。ラプラタのラプラタ天文台でヨハネス・ハルトマンによって発見された。
発見者の妻アンゲリカ・ハルトマンにちなんで命名された。